# Premi BAFTA 1991
La 44ª edizione dei British Academy Film Awards, conferiti dalla British Academy of Film and Television Arts alle migliori produzioni cinematografiche del 1990, si è svolta il 17 marzo 1991.

## Vincitori e nomination

### Miglior film
- Quei bravi ragazzi (GoodFellas), regia di Martin Scorsese
- A spasso con Daisy (Driving Miss Daisy), regia di Bruce Beresford
- Crimini e misfatti (Crimes and Misdemeanors), regia di Woody Allen
- Pretty Woman, regia di Garry Marshall

### Miglior film non in lingua inglese
- Nuovo Cinema Paradiso, regia di Giuseppe Tornatore
- Jésus de Montréal, regia di Denys Arcand
- Milou a maggio (Milou en mai), regia di Louis Malle
- Romuald & Juliette (Romuald et Juliette), regia di Coline Serreau

### Miglior regista
- Martin Scorsese – Quei bravi ragazzi (GoodFellas)
- Woody Allen – Crimini e misfatti (Crimes and Misdemeanors)
- Bruce Beresford – A spasso con Daisy (Driving Miss Daisy)
- Giuseppe Tornatore – Nuovo Cinema Paradiso

### Miglior attore protagonista
- Philippe Noiret – Nuovo Cinema Paradiso
- Sean Connery – Caccia a Ottobre Rosso (The Hunt for Red October)
- Tom Cruise – Nato il quattro luglio (Born on the Fourth of July)
- Robert De Niro – Quei bravi ragazzi (GoodFellas)

### Miglior attrice protagonista
- Jessica Tandy – A spasso con Daisy (Driving Miss Daisy)
- Shirley MacLaine – Cartoline dall'inferno (Postcards from the Edge)
- Michelle Pfeiffer – I favolosi Baker (The Fabulous Baker Boys)
- Julia Roberts – Pretty Woman

### Miglior attore non protagonista
- Salvatore Cascio – Nuovo Cinema Paradiso
- Alan Alda – Crimini e misfatti (Crimes and Misdemeanors)
- John Hurt – Il campo (The Field)
- Al Pacino – Dick Tracy

### Miglior attrice non protagonista
- Whoopi Goldberg – Ghost - Fantasma (Ghost)
- Anjelica Huston – Crimini e misfatti (Crimes and Misdemeanors)
- Shirley MacLaine – Fiori d'acciaio (Steel Magnolias)
- Billie Whitelaw – The Krays - I corvi (The Krays)

### Miglior sceneggiatura originale
- Giuseppe Tornatore – Nuovo Cinema Paradiso
- Woody Allen – Crimini e misfatti (Crimes and Misdemeanors)
- J. F. Lawton – Pretty Woman
- Bruce Joel Rubin – Ghost - Fantasma (Ghost)

### Miglior sceneggiatura non originale
- Martin Scorsese e Nicholas Pileggi – Quei bravi ragazzi (GoodFellas)
- Carrie Fisher – Cartoline dall'inferno (Postcards from the Edge)
- Michael Leeson – La guerra dei Roses (The War of the Roses)
- Oliver Stone e Ron Kovic – Nato il quattro luglio (Born on the Fourth of July)
- Alfred Uhry – A spasso con Daisy (Driving Miss Daisy)

### Miglior fotografia
- Vittorio Storaro – Il tè nel deserto (The Sheltering Sky)
- Michael Ballhaus – Quei bravi ragazzi (GoodFellas)
- Freddie Francis – Glory - Uomini di gloria (Glory)
- Blasco Giurato – Nuovo Cinema Paradiso

### Miglior scenografia
- Richard Sylbert – Dick Tracy
- Andrea Crisanti – Nuovo Cinema Paradiso
- Terence Marsh – Caccia a Ottobre Rosso (The Hunt for Red October)
- Gianni Silvestri – Il tè nel deserto (The Sheltering Sky)

### Migliore colonna sonora originale
- Ennio Morricone e Andrea Morricone – Nuovo Cinema Paradiso
- George Fenton – Memphis Belle
- Dave Grusin – I favolosi Baker (The Fabulous Baker Boys)
- Carly Simon – Cartoline dall'inferno (Postcards from the Edge)

### Miglior montaggio
- Thelma Schoonmaker – Quei bravi ragazzi (GoodFellas)
- Richard Marks – Dick Tracy
- Mario Morra – Nuovo Cinema Paradiso
- Susan E. Morse – Crimini e misfatti (Crimes and Misdemeanors)

### Migliori costumi
- Richard Bruno – Quei bravi ragazzi (GoodFellas)
- Beatrice Bordone – Nuovo Cinema Paradiso
- Milena Canonero – Dick Tracy
- Marilyn Vance – Pretty Woman

### Miglior trucco
- John Caglione Jr. e Doug Drexler – Dick Tracy
- Christine Beveridge – Chi ha paura delle streghe? (The Witches)
- Ben Nye Jr. – Ghost - Fantasma (Ghost)
- Maurizio Trani – Nuovo Cinema Paradiso

### Miglior sonoro
- J. Paul Huntsman, Stephan von Hase, Chris Jenkins, Gary Alexander e Doug Hemphill – I favolosi Baker (The Fabulous Baker Boys)
- Cecilia Häll, George Watters II, Richard Bryce Goodman, Don J. Bassman – Caccia a Ottobre Rosso (The Hunt for Red October)
- Dennis Drummond, Thomas Causey, Chris Jenkins, David E. Campbell, Doug Hemphill – Dick Tracy
- Randy Thom, Richard Hymns, Jon Huck, David Parker – Cuore selvaggio (Wild at Heart)

### Migliori effetti speciali
- Tesoro, mi si sono ristretti i ragazzi (Honey, I Shrunk the Kids)
- Atto di forza (Total Recall)
- Dick Tracy
- Ghost - Fantasma (Ghost)

### Miglior film di animazione
- Toxic, regia di Andrew McEwan
- Deadsy, regia di David Anderson

### Miglior cortometraggio
- Say Good-bye, regia di John Roberts
- An der Grenze, regia di Max Linder
- Chicken, regia di Jo Shoop
- Dear Rosie, regia di Peter Cattaneo